# بنت ایخوف
بنت ایخوف (انگلیسی: Bennet Eickhoff؛ زادهٔ ۱۵ ژوئیهٔ ۱۹۹۵) بازیکن فوتبال اهل آلمان است.